# Sooyoung
Soo-young (hangul: 수영), também escrito como Su-young ou Su-yeong, é um prenome coreano, mais usado como um nome feminino. Seu significado difere baseado no hanja usado para escrever cada sílaba do nome. Há 67 hanja com a leitura "soo" e 24 hanja com a leitura "young", na lista oficial de hanja do governo sul-coreano, que pode ser registrado para uso em outros nomes.

## Pessoas
- Shoo (nascida Yoo Soo-young em 1981), cantora sul-coreana, ex-integrante do grupo feminino S.E.S.
- Choi Soo-young (1990), cantora e atriz sul-coreana, integrante do grupo feminino Girls' Generation.
- Lizzy (nascida Park Soo-young em 1992), cantora sul-coreana, integrante do grupo feminino After School.
- Joy (nascida Park Soo-young em 1996), cantora e atriz sul-coreana, integrante do grupo feminino Red Velvet.
- Yves (nascida Ha Soo-young em 1997), cantora sul-coreana, integrante do grupo feminino LOOΠΔ.